# Resarö
Resarö es una isla de 4 kilómetros de largo del Archipiélago de Estocolmo que pertenece al municipio de Vaxholm (Condado de Estocolmo, Suecia). Tenía 2.347 habitantes en 2005.Resarö incluye el lugar de Ytterby, que es conocida porque en ella se descubrieron algunas tierras raras.

## Historia
Durante su estancia en Vaxholm, Carl Axel Arrhenius visitó la mina de feldespato en el pueblo de Ytterby (isla de Resarö), cerca de Vaxholm. Encontró un mineral oscuro que llamó iterbita y envió una muestra al químico Johan Gadolin en la Universidad de Åbo para un análisis posterior. Esto permitió el descubrimiento de cuatro nuevos elementos por varios químicos: itrio, terbio, erbio, y iterbio y, finalmente, con el resto de  metales de las tierras raras, incluyendo escandio, lantano, cerio, neodimio y tulio.